# كيان فيتز-جيم
كيان فيتز-جيم (بالهولندية: Kian Fitz-Jim) هو لاعب كرة قدم هولندي في مركز الوسط، ولد في 5 يوليو 2003 في أمستردام في هولندا. لعب مع شباب أياكس.

## وصلات خارجية
- كيان فيتز-جيم على موقع قاعدة بيانات كرة القدم.إي يو (الإنجليزية)
- كيان فيتز-جيم على موقع Soccerway.com (الإنجليزية)
- كيان فيتز-جيم على موقع عالم كرة القدم.نت (الإنجليزية)